# Fenomenologija religije
Fenomenologija je filozofijska znanost o fenomenima svijeta i života.
Zadaća fenomenologije je utvrditi, shvatiti i razabrati fenomene.
Ona je zaokupljena samo fenomenima, tj. onim što se pokazuje; njezina osnovna zadaća je da se postavi s razumijevanjem prema onome što se pokazuje, da ga promatra i da isto pokuša objasniti sadržajno, ali bez procjene.
Znanosti koje se bave duhom počivaju na odnosu doživljenog iskustva, izražavanja i shvaćanja. Premda neuhvatljivo doživljeno iskustvo ne dopušta da ga se uhvati, niti da se s njime gospodari ono ipak pokazuje nešto, neko lice; ono nam govori nešto što omogućuje da ga se (oraničeno) shvati.
Fenomenologija je neka vrsta hermeneutike koja nužno uključuje ispravljanje (korekciju) zbog novih otkrića.
Ona se bavi očitovanjem stvari, a ne stvarima po sebi i njihovim međusobnim uvjetovanjima; ona traži pristup k svim stvarima i prvenstveno je pozvana svjedočiti o onom što se pokazuje, tj. ona je teorija o empirijskim pojavama.

## Etimologija
Fenomen, -ena grč. (fainomai - pojavljujem se)
- 1.) fil. pojava u idealističkoj filozofiji - subjektivna pojava koja postoji samo u svijesti; u Kantovoj filozofiji stavlja se u fenoman nasuprot noumenu
- 2.) rijetka (izuzetna) pojava (npr. u prirodi); nešto znamenito; neobičan slučaj, čudo, rijetkost, izuzetak, iznimka;

## Metode iznalaženja biti religije
Da bismo prirodne religije, njihove pojavne oblike i njihovu bit razumjeti, nužno je okrenuti se pitanju što je religija uopće. 
- 1.)Metoda apstrakcije pokušava do biti religije doći na način da se zanemare sve njezine posebnosti. Pritom se ta bit nerijetko izgubi u tako apstraktnim općenitostima da one za razumijevanje konkretne religijske stvarnosti nemaju neke važnosti.
- 2.)Metoda adicije nastoji pojam religije doseći što obuhvatnije, ali i što konkretnije. Ona pokušava iskristalizirati pozitivne iskaze u svim religijama i konstruirati pojam religije kao njezine biti. Problem ove metode sastoji se u tome što bit neke stvarnosti nije moguće definirati kao zbroj njezinih osobina. Pojam, ako želi biti aprioran i nužan, mora omogućiti razlikovanje bitnog od nebitnog, a da po mogućnosti ne ostavlja prostora za nejasne spekulacije.
- 3.)Metoda suptrakcije, za razliku od metode adicije pokušava razumskim sredstvima apstrahirati sve dekadentne pojave u poznatim religijama, te tako doći do prave, duhovne religije. Jednostavnost ove metode sastoji se u tome što ona onda predviđa povijesno pojavne oblike religije, ap se može postaviti pitanje ima li ona dodirnih točaka s čovjekovom stvarnošću s obzirom na to da u svojoj apstraktnosti izgleda nedostupna.
- 4.)Metoda identiteta želi doći do pojma religije pod pretpostavkom njezinog nevremenog i neprostornog, da ne kažem izvanvremenskog i izvanprostornog identiteta. Tu se radi o doslovnom i izvanpovijesnom shvaćanju religijskih iskaza i njezinih moralno-etičkih postulata. Ovakvo poimanje religije u sebi nosi klicu dogmatizma i netolerancije zbog toga što se nerijetko i nebitne stvari smatraju vrlo bitnima.
- 5.)Metoda izolacijenastoji do biti religije doći naglašavanjem nekih njezinih elemenata kao motiva religioznosti, a onda se ti motivi proglase njezinom biti. Pozitivna strana ove metode sastoji se u njenoj pedagoškoj dimenziji pri religioznom odgoju. Problematična strana njezinog definiranja religije pokazuje se pri zanemarivanju drugih elemenata koji su također važni.
- 6.)Evolucijska ili genetička metoda pokušava razmišljanjem o nastanku religije odrediti njenu bit. Na ovim našim prostorima takva metoda imala je poseban utjecaj, a i danas je taj utjecaj samo izvanjski, formalno neprimetan.
- 7.)Interpretacijska metoda određivanja biti religije polazi od gnostičkog stava da religija do svoje punine ipak ne dolazi u religiji, već u umu. A to u svojoj apsolutnoj dimenziji nije ništa drugo nego projekcija ljudskog uma i njegovog apsolutizma.